# Ананія з Дамаска
Ананія (грец. Σαπφείρα — Бог милостивий, благодать Божа, кого бог дарував; нар. I століття) — юдей-християнин з Дамаска, за переказами визнається одним з числа сімдесяти апостолів, єпископ Дамаський, священномученик.

## Пам'ять святого Ананії

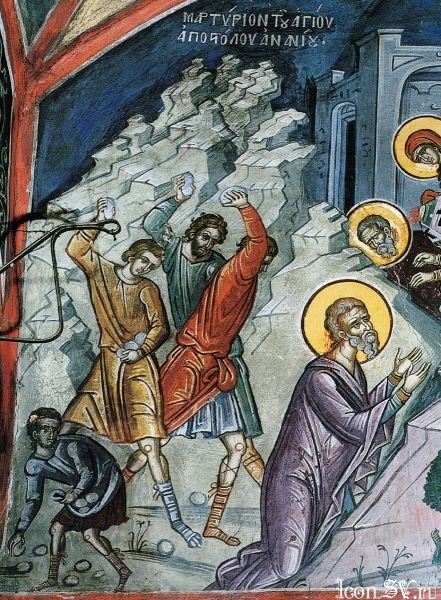
Мученицька смерть апостола Ананії

- У Православній церкві: 1 жовтня і 4 січня в день Собору Апостолів від сімдесяти;
- У Католицькій церкві: 25 січня.

## Життєпис

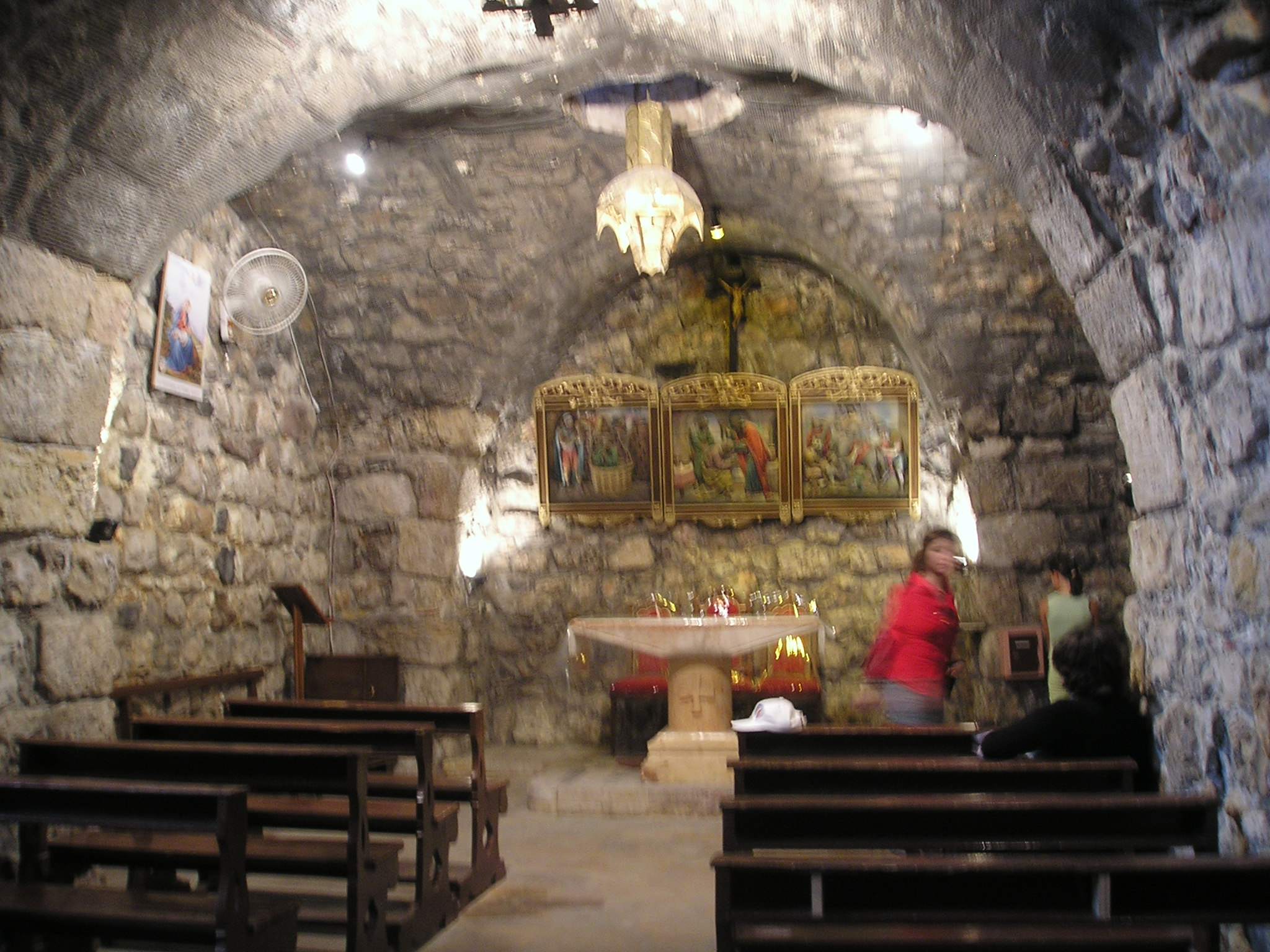
Каплиця св. Ананії в Дамаску

Ананії Бог у видінні відкрив свій промисел про Савла, який до цього був жорстоким гонителем християн, а тепер зробилися вибраним знаряддям Божим, і він, відвідавши Савла, що тоді був сліпим, у Дамаску, покладанням на нього своїх рук повернув йому зір, хрестив і ввів у суспільство віруючих з ім'ям Павло (Дії 9:10 -18).
Ананія був згодом єпископом у Дамаску. З Дамаска він пішов в Елевферополь і там, вказуючи народу шлях до спасіння і зцілюючи хворих, звернув багатьох до віри в Христа. В Елевферополі правитель Лукіан, переконаний ідолопоклонник, повелів народу взяти Ананію, вивести його з міста і побити камінням, від чого він і помер мученицькою смертю. У той час випадково проходили там деякі християни з Дамаска, вони взяли святе тіло Апостола Христового, з честю перенесли його в Дамаск і поховали у його місті.
Його житіє і мука знаходиться в числі Метафрастових житій святих (Patrologia Graeca, тому 114)